# Homo ergaster
Homo ergaster је изумрла врста или подврста архаичних људи који су живјели у Африци у раном плеистоцену. Да ли H. ergaster представља самосталну врсту или би требало да буде подведен под H. erectus је текући и неријешен спор унутар палеоантропологије. Заговорници синонимизације обично означавају H. ergaster као „афрички Homo erectus” или „Homo erectus ergaster”. Назив Homo ergaster отприлике се преводи као „радни човјек”, референца на напредније оруђе које је користио у поређењу са оним које су користили његови преци. Фосилни опсег H. ergaster углавном покрива период од прије 1,7 до 1,4 милиона година, иако је могућ шири временски распон. Иако је познато да постоје фосили широм источне и јужне Африке, већина фосила H. ergaster пронађена је дуж обале језера Туркана у Кенији. Постоје каснији афрички фосили, неки млађи од 1 милиона година, који указују на дугорочни анатомски континуитет, мада је нејасно да ли се формално могу сматрати примјерцима H. ergaster. Као хроноврста, H. ergaster је можда опстао чак 600.000 година, када су се нове лозе рода Homo појавиле у Африци.
Они који вјерују да би се H. ergaster требало подвести под H. erectus, сматрају да постоји премала разлика између њих да би их раздвојили у различите врсте. Заговорници задржавања ове двије врсте као различите наводе морфолошке разлике између афричких фосила и фосила H. erectus из Азије, као и да је рана еволуција рода Homo сложенија од онога што се подразумјева подвођењем врста као што је H. ergaster у H. erectus. Поред тога, морфолошке разлике између примјерака за које се обично сматра да чине H. ergaster могу сугерисати да сам H. ergaster не представља кохезивну врсту. Без обзира на њихову најтачнију класификацију, H. ergaster показује примитивне верзије особина које су касније изражене код H. erectus и стога су вјероватно непосредни преци каснијих популација H. erectus у Азији. Поред тога H. ergaster је вјероватно предак каснијих хоминина у Европи и Африци, као што су савремени људи и неандерталци.
Неколико карактеристика разликује H. ergaster од аустралопитецина, као и од ранијих и базалнијих врста рода Homo, као што је H. abilis. Међу овим карактеристикама су њихова већа тјелесна маса, релативно дуге ноге, обавезни бипедализам, релативно мале вилице и зуби (што указује на велику промјену у исхрану), као и пропорције тијела и начин живота који се претпоставља сличнији савременим људима него ранијим и савременим хомининима. Имајући на уму ове карактеристике, неки истраживачи виде H. ergaster као најранијег правог представника рода Homo.
H. ergaster је живио у савани у Африци, јединственој средини са изазовима који би резултирали потребом за многим новим и другачијим понашањима. Ранији припадници рода Homo су вјероватно користио тактику контра-напада, попут савремених примата, да одврати предатора. До времена H. ergaster, ово понашање је вјероватно резултирало развојем правог ловачко-сакупљачког понашања, првог међу приматима. Даља понашања која су се могла прво јавити код H. ergaster укључују мушко-женске подјеле у тражењу хране и праве моногамне парне везе. H. ergaster такође обиљежава појаву напреднијих алата Ашелске културе, укључујући и најраније познате ручне сјекире. Иако недостају неоспорни докази, H. ergaster је такође могао бити најранијих хоминин који је овладао ватром.